# 프랑크 로스트
프랑크 로스트(Frank Rost, 1973년 6월 30일 ~ , 카를마르크스슈타트)는 독일의 전 축구 선수로, 현역 시절 주 포지션은 골키퍼였다. 1. FC 마르클레베르크, SV 베르더 브레멘, FC 샬케 04, 함부르거 SV 등 주로 독일에서 뛰어왔으며, 선수로서 가장 최근에 소속되었던 팀은 메이저 리그 사커의 뉴욕 레드불스이다.